# تروریسم در یوگسلاوی
تروریسم در یوگسلاوی (انگلیسی: Terrorism in Yugoslavia) شامل اطلاعاتی در مورد اعمال تروریستی و گروهی در مقابل پادشاهی یوگسلاوی (۱۹۱۸–۴۵) و جمهوری فدرال سوسیالیستی یوگسلاوی (۱۹۴۵–۹۲) است. بسیاری از اقدامات تروریستی در خارج از یوگسلاوی علیه اهداف یوگسلاوی انجام شده‌است.
پساجنگ تا حدود ۱۹۸۵ با حملات تروریستی مکرر به نهادهای یوگسلاوی توسط سازمان‌های افراطی مهاجر مشخص می‌گردد. در آن دوره، ۲۰ سفیر و مقام یوگسلاوی در خارج از کشور کشته شدند. تعداد ۲۲ مورد از ورود گروه‌های تروریستی به یوگسلاوی ثبت شده‌است که شامل ۸۷ مورد انفجار مین و بمب و ۱۳ مورد آتش‌افروزی عمدی (در خارج یوگسلاوی به ویژه سفارتخانه‌ها و کلوپ‌های یهودیان پراکنده) می‌باشد. همچنین تعداد ۶۲ مورد حملات مسلحانه و فیزیکی علیه موسسات و شهروندان که هیچ مجروحی گزارش نشده‌است. چهار هواپیما ربایی توسط مهاجرین یوگسلاوی انجام شد. مجرمان عمدتاً فاشیست‌های کرواتی بودند (اوستاش) طبق داده‌های دولت یوگوسلاو، بین سال‌های ۱۹۴۵ و سپتامبر ۱۹۸۵، ۶۵۷ اقدام تروریستی علیه یوگسلاوی در خارج از کشور توسط مهاجرین انجام گرفته‌است که ۸۲ یوگسلاو (و سه خارجی) کشته شدند و ۱۸۶ یوگسلاو (و دو خارجی) زخمی شدند. در یوگسلاوی، بیش از ۴۰ اقدام تروریستی و ۶۰ سوء قصد انجام شده‌است که در آن‌ها ۳۰ نفر کشته و ۷۳ نفر زخمی شدند. قابل توجه این که در استرالیا، جایی که دو سازمان افراط گرای کروات (HRB و HOP) فعال بودند، ۳۳ اقدام ضد یوگسلاوی انجام شد، در حالی که در یوگسلاوی تنها سه اقدام صورت گرفت.

## یوگسلاوی سوسیالیستی

### تروریسم «اوستاش»
تروریسم اوستاش در طول سال‌ها پس از مرگ آنتی پاولیچ ادامه یافت. جنبش آزادیبخش کروات (HOP) چندین ترور و حمله به دیپلماسی یوگسلاوی و نمایندگی آن در استرالیا انجام داده‌است. کراوات فاشیست و عضو (HOP) میلینکو هارکاچ در سپتامبر ۱۹۶۸ اقدام به یک بمب‌گذاری در یک سینما در بلگراد کرد که یک نفر کشته و ۸۵ زخمی بر جای گذاشت. در سال ۱۹۶۹، تروریست‌های اوستاش به دو دیپلمات یوگسلاوی در آلمانی غربی شلیک کردند که منجر به زخمی شدن آن‌ها گردید. در سال ۱۹۷۰، ولادیمیر رولوویچ، دبیرکل یوگسلاوی، اطلاعاتی را دربارهٔ اوستاش و دخالت آن‌ها در اقدامات تروریستی به دولت استرالیا (که آن‌ها را پذیرفته و حتی آموزش اوستاش را انجام داده بود) به دست آورد. سال بعد، دو جوان اوستاش، رولویچ را که سفیر یوگسلاوی در سوئد بود به قتل رساندند.
در ژانویه سال ۱۹۷۲، یک هواپیمای JAT توسط عوامل اوستاش بمب‌گذاری شد. شدت عمل روی رهبری کرواسی منجر به افزایش فعالیت ضد یوگسلاوی توسط گروه‌های مهاجر کرواسی شد. در ۲۹ مارس ۱۹۷۲، دفتر گردشگری یوگسلاوی در استکهلم بمباران شد. آخرین اعضای گروه بوگوجینو در تاریخ ۲۱ دسامبر ۱۹۷۲ دستگیر، محاکمه و حکم گرفتند.

## رویدادها

### یوگسلاوی پادشاهی (۱۹۱۸–۴۱)
- ترور الکساندر یکم یوگسلاوی، ۹ اکتبر ۱۹۳۴، توسط آدمکش‌های آی ام آر او با کمک سازماندهی اوستاش صورت گرفت.

### جمهوری فدرال سوسیالیستی یوگسلاوی (۱۹۴۵–۹۲)
- قتل یوگوسلاویک ویکو گلومچیک در ناپل در سال ۱۹۴۶ که ادعا شده توسط مهاجران چتنیک انجام شده‌است.
- دستگیری گروه تروریستی کراوات در سال ۱۹۴۷، یک گروه ا حداقل ۸۵ نفره، به رهبری اوستاش بوژیدار کاوران و لووبو میلوز، به‌طور غیرقانونی به یوگسلاوی وارد شد، سپس دستگیر و همه را در سال ۱۹۴۸ به اعدام یا محکومیت‌های طولانی مدت زندان محکوم کردند.
- سوزان آژانس یوگسلاوی برای اطلاعات در پاریس، ۱۹۵۷، آسیب مالی ۱۵ میلیون فرانک توسط اعضای سازمان راونا گورا.
- حمله‌های فیزیکی مهمانان در روز جمهوری در سفارت یوگسلاوی در تورنتو و بمب‌گذاری با آمونیاک در سینما علیه شهروندان یوگسلاوی در سال ۱۹۶۰.
- تبادل آتش در سال۱۹۶۱. دو تروریست چتنیک بنام‌های مدنیکا نوا و بوسکو بنک وارد یوگسلاوی شدند ولی در تبادل آتش با پلیس کشته شدند.
- حمله با نارنجک به هیئت دیپلماتیک یوگسلاوی در سیدنی، اوایل سال ۱۹۶۱، توسط اوستاش
- حمله به سفارت یوگسلاوی، ۲۹ نوامبر (روز ملی) ۱۹۶۲، ممچیلو پوپوویچ کشته شد و استان دواگناک توسط صلیببون اوستاش زخمی گردید. مجرمان دستگیر و محکوم شده‌اند.
- دستگیری ۹ عضو ایچ آر بی در ۲۱ ژوئیه ۱۹۶۳(دارازن تاپسانجی، میرو فومیچب استانکو زدریلیچ، کرسیمیر پرکوویچ، ولادو لکو، راده استاجیچ، برانکو پودروگ، لیلیا تولیچ و جوسیپ اوبلاک) که در تاریخ ۶ ژوئیه از استرالیا وارد یوگسلاوی شدند و در حالیکه مشغول کارگذاری مین‌ها در خط آهن ریچیکا ـ زاگرب بودند دستگیر شدند. به هر یک از این نفرات ۷ تا ۱۴ سال حبس داده شد.
- دستگیری و محکومیت ضد کمونیست اسلوونی بنام جانز توپلیسک در ماریبور در سال ۱۹۶۳
- حمله به باشگاه یوگسلاوی در پاریس، ۱۹۶۶، توسط ایچ آر بی.
- سوء قصد به سفیر یوگسلاوی در آلمان در سال ۱۹۶۶، توسط ایچ آر بی.
- قتل سرپرست سفارت یوگسلاوی در اشتوتگارت در سال ۱۹۶۶ توسط فرانجو میلانوویچ از اعضای اچ آر بی. وی دستگیر و به ۸ سال زندان محکوم شد.
- انفجارهای همزمان در ۶ اداره دیپلماسی یوگسلاوی در ایالات متحده و کانادا، ۲۹ ژانویه ۱۹۶۷، توسط مهاجران چتنیک.
- توطئه برای خرابکاری در خط انتقال و راه‌آهن زاگرب - ریجکا در سال ۱۹۶۷ توسط اچ آر بی.
- توطئه برای قتل یوسیپ بروز تیتو در سال ۱۹۶۷ توسط اچ آر بی.
- انفجار بمب در کنسولگری عمومی یوگسلاوی در ملبورن استرالیا در ۲۹ نوامبر (روز ملی) ۱۹۶۷ توسط اچ آر بی که یک نفر مجروح شد.
- دستگیری کراوات مات کوااچیچ، ۲۹ دسامبر ۱۹۶۷ که هنگام قرار دادن مواد منفجره در کنسولگری یوگسلاوی در سیدنی استرالیا دستگیر شد
- پیدا شدن مین در کنسولگری عمومی یوگسلاوی در سیدنی، ۸ ژوئن ۱۹۶۸ که عاملین آن شناسایی نشده‌اند.
- طراحی برای حملات بمبگذاری به هواپیماها، اتوبوس‌ها و قطارها به منظور جلوگیری از گردشگری در یوگسلاوی در سال ۱۹۶۸ توسط اچ آ بی.
- حمله به یک کافه در اشونیجن، هلند توسط اچ آر بی که کنسول یوگسلاوی در یادداشت‌های روز سفارت به آن اشاره کرده‌است.
- انفجار بمب در ایستگاه قطار بلگراد، ۲۳ مه ۱۹۶۸، دو مین منفجر شد و ۱۴ نفر زخمی شدند. ایوان جلیچ عضو اچ آر بی به اعدام محکوم شد.
- بمب‌گذاری در سینما بلگراد در ۱۳ ژوئیه ۱۹۶۸، در ساعت ۲۱٫۰۵ بوقت اروپا. یک بمب در سینمای «۲۰ اکتبر» بلگراد منفجر شد. یک نفر کشته و ۸۵ تن زخمی شدند، که جراحات برخی بسیار شدید بود. این بمب در زیر ششمین صندلی ردیف ۱۶ قرار داده شده بود. این بمبگذاری به هنگام پخش فیلمی بنام «ریسیفی پانامی» رخ داد. گفته می‌شود که بمبگذاری توسط اچ او پی و میلیونکو هرکاچ اعضای اچ آر بی صورت گرفته‌است.
- بمب‌گذاری در ایستگاه راه‌آهن بلگراد در۲۵ سپتامبر ۱۹۶۸، سه انفجار در ایستگاه گاردروب راه‌آهن بلگراد توسط اوستاش که ۱۳ نفر مجروح برجا گذاشت.
- انفجار بمب در سفارت یوگسلاوی در کانبرا در ۸ ژوئن ۱۹۶۹، توسط اوستاش
- دو دیپلمات یوگسلاوی از جمله رئیس هیئت نظامی یوگسلاوی در آلمان غربی، در سال ۱۹۶۹ در برلین توسط اچ آر بی به قتل رسید و زخمی گردید.
- اقدام تروریستی علیه معاون کنسولگری یوگسلاوی در لیون در سال ۱۹۶۹، توسط اچ آر بی.
- بمبگذاری باشگاه یهودیان بنام «جوگل» در سیدنی در ۱ ژانویه ۱۹۷۰، توسط اوستاش
- بمب‌گذاری در خارج از کنسولگری یوگسلاوی در ملبورن در ۲۱ اکتبر ۱۹۷۰ توسط اوستاش که خسارات مادی فراوانی برجای گذاشت.
- بمب‌گذاری آژانس مسافرتی «آدریاتیک» در سیدنی در ۲۳ نوامبر ۱۹۷۱ توسط کروات آندیلکو ماریچی که ۱۶ تن زخمی شدند.
- انفجار بمب در سینما «هاب» در کانبرا در ۲۹ نوامبر ۱۹۷۱ توسط اوستاش در حین پخش یک فیلم یوگسلاویایی که هیچ تلفاتی نداشت.
- ترور سفیر ولادیمیر رولوویچ در استکهلم، سوئد در۷ آوریل ۱۹۷۱ توسط اعضای اچ ان او بنام‌های میرو بارشیچ، آندلکو برایکویچ و آنته استویانوف که در سوئد دستگیر و محکوم شدند.
- بمب‌گذاری در پرواز شماره 367 JAT در ۲۶ ژانویه ۱۹۷۲ توسط اوستاش که تعداد ۲۷ نفر از ۲۸ سرنشین این پرواز کشته شدند (وسنا ولوویچ زنده ماند).
- تیراندازی در کنسولگری یوگسلاوی در پرت در ۱۴ فوریه ۱۹۷۲ توسط اوستاش.
- آتش زدن محل نمایشگاه فرهنگی یوگسلاوی و بمب‌گذاری در بیرون خانه رئیس جامعه یهودیان یوگسلاوی در ملبورن در ۶ و ۷ آوریل سال ۱۹۷۲ توسط اوستاش
- حملات گروه بوگینودر ۲۰ ژوئن تا ۲۴ ژوئن سال ۱۹۷۲ توسط اچ آر بی.
- انفجار مین در یک فروشگاه مهاجر یوگسلاوی در سیدنی در ۱۶ سپتامبر ۱۹۷۲ توسط اوستاش که طی آن ۱۸ نفر مجروح و آژانس واقع شده در همسایگی آن بنام آدریاتیک منهدم شد.
- انفجار بمب در خارج از کلیسای ارتدوکس در بریسباین در ۸ دسامبر ۱۹۷۲ توسط اوستاش که یک شهروند آمریکایی کشته شد.
- قتل محمد بکتاش در ملبورن توسط اوستاش در اوائل سال ۱۹۷۳. قربانی بعد از امتناع از همکاری با اوستاش به قتل رسید.
- انفجار در رختکن ایستگاه قطار بلگراد در۱۹۷۳ که یک نفر کشته و ۸ نفر مجروح شدند.
- قتل پلیس میلان ووچینیچ در ولبیت در ۱۹۷۴ توسط اعضای اچ آر بی که به‌طور غیرقانونی از آلمان وارد شده‌است.
- بمب‌گذاری در دفتر پستی زاگرب در سال ۱۹۷۴، در دفتر دوم پستی زاگرب یک بسته انفجاری پستی از آلمان فرستاده شد که کارگری بنام نیکلای پریبانیک کشته شد.
- انفجار بمب در آژانس «آدریاتیک» در ملبورن در ۲۵ مه ۱۹۷۵، توسط اوستاش.
- اقدام کاکتوس (کاسیا کاکتوس) در سال ۱۹۷۵ که یک اقدام خرابکارانه علیه تروریسم توسط اعضای اچ آر بی بنام‌های وینکو باروشیچ و یک آلمانی بنام باربارا پلاسیتا بود که طرح بمب‌گذاری اماکن آدریاتیک را داشتند. آن‌ها دستگیر و به ۲۰ سال و ۱۱ سال زندان محکوم شدند.
- قتل کنسول یوگسلاوی بنام ادوین زودویک در فرانکفورت در سال ۱۹۷۶.
- بمب‌گذاری در آژانس «آدریاتیک» در ملبورن در۳۱ مه ۱۹۷۶ توسط اوستاش که در و مبلمان آن منهدم شد.
- ربودن پرواز ۳۵۵ تی دبلیو آ در ۱۰ سپتامبر ۱۹۷۶ توسط اوستاش.
- بمب‌گذاری قطار دورتموند-آتن در سال ۱۹۷۷. در بمب‌گذاری در یک قطار در ایستگاه تربولج، یک نفر کشته و ۸ تن مجروح شدند.
- انفجار بمب دودزا در سالن کنسرت سیدنی در حین نمایش هنرمندان کنسرت در ۳ ژوئیه ۱۹۷۷ توسط فردی از اعضای اچ ان او بنام جوزیپ استیپیچ.
- انفجار بمب در خارج از دفتر جی ا تی در ملبورن در سوم دسامبر ۱۹۷۷ توسط اوستاش.
- حمله به نویسندگان مجلس یهودی یوگسلاو بنام ناشه نواین در سیدنی در ۱۸ فوریه ۱۹۷۸ توسط اوستاش.
- انفجار بمب در کنسولگری یوگسلاوی در سیدنی در ۱۷ ژوئن ۱۹۷۸ توسط اوستاش که طی آن ساختمان آسیب دید.
- دستگیری یک گروه تروریستی کراوات در استرالیا در ۲ سپتامبر ۱۹۷۸. پلیس استرالیا یک گروه هفت نفره شامل آنته میشویچ، کارومان کواچ، آندریا لمیچ، میلان فرانیویچ، نیکولا بیکس، آنته ساریچ و یور ماریچ که قصد داشتند در یوگسلاوی عملیات کنند دستگیر کرد.
- برچیدن تأسیسات پلیس یوگسلاوی در ۱۴ نوامبر ۱۹۷۸ که طی آن سه کروات (ماریا زتینا، جاسنا پرچی و کراسو کریستیچ) دستگیر و مجازات مالی شدند.
- دستگیری هفت کروات مهاجر در ۸ فوریه ۱۹۷۹ که دستگیرشدگان مجهز به سلاح، سم و مواد منفجره بودند و قصد داشتند که به کلوپ یهودیان یوگسلاو، دفتر توریسم و سالن کنسرت که گروه آواز در حین اجرای برنامه بود تهاجم کنند. دستگیرشدگان (مایل نیکیچ، یوزیف کوکوتویچ، آنتون زیریویچ، یوزف استپیچ، وارکو بیروکز و مارکو بیبیچ) به ۱۵ سال زندان محکوم شدند.
- تسلیم یک تروریست در ۱۹ اکتبر ۱۹۷۹، یک افراط گرای کروات وارد یوگسلاوی شد، قصد چندین اقدام تروریستی را داشت اما خود را به پلیس تسلیم کرد.
- هواپیمای نیویورک-شیکاگو، در سال ۱۹۷۹ ربوده شد. بوئینگ ۷۲۷ با ۱۳۷ مسافر توسط یک صرب مهاجر و ضد کمونیست(چنتیک) بنام نیکولا کاوایا ربوده شد. وی دستگیر و به ۲۰ سال زندان محکوم شد.
- تیراندازی در خارج از خانه قاضی ماکسول در سیدنی در۲۱ نوامبر ۱۹۸۰. این تیراندازی به منظور ایجاد رعب قبل از محاکمه هفت تروریست اوستاش صورت گرفت.
- انهدام در مجلس نمایندگان سفارت یوگسلاوی در کامبرا، ۱۳ نوامبر ۱۹۸۲، توسط اوستاش
- انفجار بمب خارج از دفتر نمایندگی اقتصادی یوگسلاوی در ملبورن، ۲۹ دسامبر ۱۹۸۶، توسط اوستاش
- پرتاب کوکتل مولوتف در مرکز یوگسلاوی در شهر آدلاید استرالیا، ۷ ژوئیه ۱۹۸۸ توسط اوستاش.
- تظاهرات و حمله به کنسولگری عمومی یوگسلاوی در سیدنی، ۲۷ نوامبر ۱۹۸۸ توسط اوستاش.
- حمله به باشگاه یوگسلاوی در ملبورن، ۲۷ نوامبر ۱۹۸۸، توسط هواداران اوستاش و جدایی طلبان آلبانیایی.
- حمله به رئیس مرکز یوگسلاوی در آدلاید استرالیا، ۸ دسامبر ۱۹۸۸، توسط اوستاش که خودرو وی به آتش کشیده شد.

## گروه‌ها
- سازمان انقلابی مقدونیه داخلی (IMRO)، در سال ۱۹۲۰ در مقدونیه تأسیس شد.
- صلیبیون که در سال ۱۹۴۵ تأسیس شد. کروات‌های فاشیست ـ (اوستاش)
- جنبش آزادیبخش کرواسی (HOP)در سال ۱۹۵۶ تأسیس شد. کروات‌های فاشیست ـ (اوستاش)
- مقاومت ملی کرواسی (HNO)در سال ۱۹۵۷ تأسیس شد. کروات‌های فاشیست ـ (اوستاش)
- سربازان اوستاش انقلابی مخفی (TRUP) که در سال ۱۹۵۹ تأسیس شد. کروات‌های فاشیست ـ (اوستاش)
- اخوان المسلمین کرواسی (HRB)در سال ۱۹۶۱ تأسیس شد. کروات‌های فاشیست ـ (اوستاش)
- گروه بوگوینو در سال ۱۹۷۲ توسط اخوان المسلمین کرواسی تأسیس شد. |
- برادری صلیبیون کرواسی
- لیگ سوم پریزرن که در سال ۱۹۶۲ تأسیس شد ـ آلبانیایی‌های طرفدار ایتالیا

## افراد مشهور
- میلیونکو هرکاچ ـ HOP
- میرو بارشیچ ـ HNO
- آندلکو برایکویچ ـ HNO